# Coblentz (cràter marcià)
Coblentz és un cràter situat al quadrangle Thaumasia de Mart, localitzat en les coordenades 55.3° S de latitud i 90.3° O de longitud. Té 112.0 km de diàmetre i va rebre aquest nom en memòria de William Coblentz el 1973.